# Пайпс, Ричард
Ри́чард Эдгар Пайпс (англ. Richard Edgar Pipes; 11 июля 1923, Цешин, Польша — 17 мая 2018, Кембридж (Массачусетс), США) — американский учёный, доктор философии (Ph.D.) по предмету истории, профессор русистики и русской истории Гарвардского университета c 1958 по 1996 гг., с 1996 — почётный профессор. В 1968—1973 годах был директором Исследовательского Центра по изучению России (Центр Дэвиса) при Гарвардском университете, в 1973—1978 — главный научный консультант Института по исследованию России при Стэнфордском университете.

## Биография
Ричард Пайпс (пол. Ryszard Pipes) родился в польском городе Цешин в ассимилированной еврейской семье. Его отец Марк (1893—1973), родом из Лемберга, был участником Первой мировой войны в составе Польских легионов, затем работал в фирмах, занимающихся торговлей кондитерскими изделиями и импортом фруктов. В октябре 1939 года его семья бежала из оккупированной нацистами Польши и через Италию приехала в США.
Учился в колледже Маскингам (Muskingum) в Огайо. В 1943 году поступил на службу в американскую авиацию, получил американское гражданство. По армейской программе (Army Specialized Training Program) прошёл подготовку в Корнеллском университете к работе переводчика с русского языка и получил в 1945 году степень бакалавра (его преподавателем был Марк Вишняк). В университете познакомился со студенткой Ирен Рот из семьи польских евреев, на которой женился в 1946 году.
В марте 1946 был демобилизован в звании «лейтенант запаса по специальности военная разведка и допрос военнопленных» и поступил в аспирантуру Гарвардского университета. Его научным руководителем был Крейн Бринтон, известный специалист в области истории европейской мысли. Специализация по истории России проходила под руководством профессора Михаила Карповича. Ещё за два года до защиты докторской диссертации в 1950 году по плану, предложенному последним, начал работать помощником преподавателя в Гарвардском университете, в 1958—1996 — профессор, с 1996 — почётный профессор. В 1968—1973 был директором Исследовательского Центра по изучению России при Гарвардском университете, в 1973—1978 — главным научным консультантом Института по исследованию России при Стэнфордском университете.
В 1976 году президент Форд дал согласие на проведение независимой экспертизы для оценки угроз от СССР в противовес «Команде А», состоявшей из аналитиков ЦРУ. Назначение Пайпса на должность главы группы экспертов было произведено тогдашним директором ЦРУ Джорджем Бушем. Пайпс собрал и возглавил так называемую команду Б, состоящую из гражданских, отставных военных и одного действующего. В 1981—1982 годах возглавлял восточноевропейский и советский отдел Совета национальной безопасности, занимался вопросами внешней политики США в рамках доктрины Рейгана.
Был членом Американского комитета за мир в Чечне, призванного, по утверждениям его членов, содействовать урегулированию чеченского конфликта. Автор 23 книг. Занимался исследованием истории России, многие его работы были переведены на русский язык. В сентябре 2010 года приезжал в РФ для участия в дискуссионном клубе «Валдай». Каждый год приезжал читать лекцию, сотрудничая с Московской школой политических исследований. Последний раз его приезд состоялся в июле 2012 года. Приезжал в страну для участия в «Форуме Россия» в апреле 2013 года. Приезжал также на XV Апрельскую международную научную конференцию ВШЭ в начале апреля 2014 года.

## Взгляды на историю России
Ричард Пайпс написал множество книг, посвящённых истории России. Его взгляды также можно проследить по многочисленным интервью в прессе.
Основой взглядов Пайпса на историю является его понимание пути России, отличного от траектории развития европейских стран.
Исследуя феномен Октябрьской революции и становления СССР, Пайпс приходит к выводу о том, что истоки коммунизма можно проследить в далёком прошлом России. Так, по мнению Пайпса, жители Великого княжества Московского не имели представления о частной собственности и этим радикально отличались от жителей всех других европейских стран. Единственным реальным собственником был только Великий князь (с XVI века — царь). Царь мог по своему усмотрению распоряжаться не только казённым имуществом, но и имуществом подданных. 

Многие западные исследователи отмечают особый характер Российского государства и его исторической эволюции. Так, Р. Пайпс пишет: «Россия принадлежит par excellence к той категории государств, которые… обычно определяют как „вотчинные“ (patrimonial). В таких государствах политическая власть мыслится и отправляется как продолжение права собственности, и властитель (властители) является одновременно сувереном государства и его собственником». Р. Пайпс считает, что самобытность правового развития России, такая его черта, как правовой нигилизм, обусловливались неразвитостью основных институтов феодализма, а «хроническое российское беззаконие, особенно в отношениях между стоящими у власти и их подчинёнными, проистекает из-за отсутствия какой-либо договорной традиции, вроде той, что была заложена в Западной Европе вассалитетом». (Пайпс Р. Россия при старом режиме. — 1993. — С. 75).— Ачкасов В. А. док. полит. наук, зав. каф. и проф. Санкт-Петербургского гос. университета 
Специфический характер собственности в России, по мнению Пайпса, привёл к тому, что в стране сформировалась особая национальная культура, фундаментальные ценности которой отличались от ценностей западной цивилизации.

Западные специалисты, повторяя Чаадаева, полагают, что религиозная беда России была в том, что она приняла веру от Византии, что привело к разрыву с Западом, шедшим по пути прогресса. Например, Р. Пайпс писал: «Приняв восточный вариант христианства, Россия отгородилась от столбовой дороги христианской цивилизации, которая вела на Запад».— Кантор В. К. — док. философ. наук
Также важной особенностью России было отсутствие в ней самоуправляющихся городских общин, независимого городского суда и частной собственности на недвижимость в городах.
Отметим важную особенность становления русской государственности, указанную историком в двухтомнике «Струве. Биография» (1970, 1980 годы). Она заключается в том, что с самого момента, когда русские государи предъявили претензию на абсолютную и ничем не ограниченную власть, они получили в ответ сопротивление и отдельных личностей, и целых групп.

… согласно Пайпсу, российская либеральная традиция оказывается “ничуть не менее древней, чем традиция самодержавия” …, в то время как, скажем, автор известного труда по истории русского либерализма В. В. Леонтович ведёт свой отсчёт лишь со времён Екатерины…
— Витенберг Б. М. — постоянный обозреватель журнала «Новое литературное обозрение», в 1990 г. — старший научный сотрудник Центрального государственного исторического архива СССР 
Произвол царя и бюрократии в отношении имущества подданных, помимо всего прочего, делал невозможным в России развитие демократии.
Пайпс считал, что российская государственность вступила в полосу кризиса после того, как в XIX веке царское правительство предприняло ограниченную попытку капиталистической модернизации, не попытавшись изменить базовую, патримониальную структуру российского общества. В таком обществе частное предпринимательство было инородным элементом. Форсированное развитие капиталистических отношений во второй половине XIX — начале XX веков привело к нарастанию противоречий в российском обществе, которые вылились в революцию 1917 года. В силу того что у абсолютного большинства жителей России отсутствовали какие-либо представления о праве на частную собственность, им было относительно несложно принять коммунистический строй.
Исследуя природу советской власти, Ричард Пайпс увидел сходство между Советским Союзом и нацистской Германией (см. также статью «Теория подковы»). Более того, Пайпс предлагает считать советский режим и режим нацистов в Германии фундаментально родственными политическими режимами, которые проводили похожую внутреннюю и внешнюю политику и на определённом этапе, как он считал, активно сотрудничали между собой. В своей книге «Россия под большевиками» Пайпс высказывает мысль о том, что и Германия при Гитлере, и Италия при Муссолини, и Советский Союз представляли собой тоталитарные режимы, которые объединяло отрицание демократии и прав человека.

## Оценки научных взглядов
Взгляды Пайпса довольно популярны в России. Их цитируют в исторических биографиях, научных работах, СМИ. Писатель Святослав Рыбас в биографии Сталина ссылается на работу Пайпса «Россия при старом режиме» при объяснении истоков российской государственности. Среди историков цитируют Пайпса, например, С. А. Нефёдов и В. Я. Гросул. Выдающимся историком считает Пайпса доктор политических наук, академик Ю. С. Пивоваров, неоднократно упоминавший его в своих выступлениях. Высоко оценивает Пайпса российский религиовед А. Б. Зубов. По его мнению, Пайпс — крупнейший специалист по истории русской революции.
Крайне критично оценивает работы Пайпса доктор исторических наук В. П. Булдаков. По его мнению, Пайпс явно переоценивает роль Ленина в качестве «макиавеллиста» и манипулятора толпой. Булдаков считает, что работа Пайпса «Русская революция» наполнена многочисленными фактическими ошибками, а «Россия при большевиках» (1994) воспроизводит все старые положения книги Пайпса «Образование Советского Союза: коммунизм и национализм, 1917—1924» в издании 1964 г., «ставшей классикой антикоммунизма и своеобразным монументом историографических достижений времён „холодной войны“».
На Западе Пайпс подвергается критике за слишком эмоциональный, в ущерб строгому анализу, характер его работ, за оценку личности и роли Ленина, состояния большевистской партии в 1917 году, а также сознательное игнорирование исследований по социальной истории. Некоторые авторы оценивают ви́дение Пайпсом русской истории как упрощённое, особенно в отношении второй половины XIX века.
Ученик Пайпса американский историк Питер Кенез, характеризуя Пайпса как эрудированного учёного и прекрасного рассказчика, высоко оценивает освещение Пайпсом столыпинских реформ. В то же время, общий подход Пайпса, по Кенезу, является подходом «исключительного консерватора».
Французский историк Жан-Поль Депретто высказывает мнение, что Пайпс излагает довольно карикатурную концепцию советской истории, что фигура Ленина у Пайпса приобретает черты всемогущего демиурга, имеющего один мотив — жажду власти. Между тем, замечает Депретто, ссылаясь на исследования Александра Рабиновича, состояние большевистской партии в 1917 году было совсем иным: большевики не были настолько организованы и подчинены воле одного человека. По мнению Депретто, Пайпс не учитывает общую радикализацию рабочих и солдат и в результате искажает картину событий 1917 года, сознательно игнорируя социальные исследования в этой области. Наконец, в описании Красного и Белого террора Пайпс упоминает Белый террор всего лишь в одном абзаце, в то время как Красному террору посвящено 47 страниц, что, по мнению Депретто, необъективно.
Сходным образом критикует Пайпса американский историк Александр Рабинович. В своей рецензии на книгу Пайпса «Неизвестный Ленин» (1996) он излагает точку зрения, что Пайпс продолжает свой «давний крестовый поход по демонизации Ленина». По мнению американского историка Рональда Григора Сюни, «неистовая неприязнь к Ленину мешает Пайпсу в формировании взвешенного и многостороннего отношения к своему центральному персонажу». В книге о Ленине оксфордского историка Роберта Сервиса автор высказывает мнение, что Пайпс явно ошибается в оценке Ленина, изображая его психопатом без идеологии с единственной мотивацией доминировать и убивать.
Социолог А. Тарасов пишет о том, что неприязнь Пайпса к России стала общим местом и ряд учёных в США и Канаде даже защитили на эту тему диссертации.
Швейцарский журналист и исполнительный директор Швейцарского Издательского Клуба Ги Меттан в одной из своих книг назвал Ричарда Пайпса русофобом и лидером одной из двух существующих в США школ антироссийской историографии. По его мнению Ричард Пайпс принадлежит вместе со Збигневом Бжезинским ко влиятельной группе восточно-европейских националистов. Именно они инициировали проведение в Вашингтоне недели угнетённых народов, посвящённой памяти «миллионов людей, порабощённых коммунистической Россией».

### Ответ Пайпса на критику
Об эмоциональном характере работ:

«Перед лицом трагедии историк вовсе не обязан оставаться совершенно бесстрастным наблюдателем, и если иногда мне не удавалось скрыть собственного волнения, это не стоит воспринимать как свидетельство „ненаучного“ подхода. Аристотель, учивший умеренности во всём, тут делал исключение, говоря, что „тех, кого не сердит то, что сердить должно, следует счесть дураками“. И там, где между людьми царит очевидная несправедливость, самое место гневу."

Упоминаемые отзывы о сознательном игнорировании исследований по социальной истории:

«Ревизионистские историки осудили её [трилогию «Русская революция»] за недостойную учёного дерзость суждения о таком эпическом историческом событии <…> Но наибольшее раздражение вызывало у них то, что я не воспринимал их работу серьёзно: похоже, они были более озабочены моим отношением к ним, чем к предмету исследования* <…>

— * <…> (На самом деле, хотя я и редко вступал с ними в полемику, но в тексте книги у меня немало упоминаний и сносок на их публикации.)"
По поводу оценок некоторых авторов видения русской истории Пайпсом как упрощённого:

«Тот факт, что изданная коммерческим издательством книга [«Русская революция»] разошлась тиражом с пятизначной цифрой, в то время как университетские издательства обычно продавали количество экземпляров, измеряемое четырьмя цифрами, не внушал к ней доверия в академической среде. Враждебно настроенные критики постоянно сообщали своим читателям, что я работал в администрации Рейгана, показывая тем самым, что человек, служивший у такого неинтеллектуального поборника „холодной войны“, очевидно, и сам не был интеллектуалом и являлся „ястребом“, а значит, его не стоит воспринимать всерьёз."
О фигуре Ленина:

«Одной из целей этой особенной книги [«Неизвестный Ленин» — по документам открывшегося для исследователей в 1992 году Центрального партархива], как и двух ранее изданных томов о русской революции, было развенчать расхожее представление о разнице между „хорошим“ Лениным и „плохим“ Сталиным, показав, что главные элементы того, что стало известно как сталинизм, напрямую связаны с ленинизмом <…> Когда Вячеслава Молотова, в течение сорока лет работавшего с обоими советскими деятелями, спросили, когда он уже был на пенсии, кто из них «был более суровым», он ответил: «Конечно, Ленин… Помню, как он упрекал Сталина в мягкотелости и либерализме. “Какая у нас диктатура? У нас же кисельная власть, а не диктатура”.»